# Colaspidea
Colaspidea is een geslacht van kevers uit de familie bladkevers (Chrysomelidae).
De wetenschappelijke naam van het geslacht werd in 1833 gepubliceerd door Francis de Laporte de Castelnau.

## Soorten
- Colaspidea globosa Küster, 1848
- Colaspidea grossa Fairmaire, 1866
- Colaspidea metallica Rossi, 1790
- Colaspidea oblonga Blanchard, 1855